# فرانك كولينز (جندي بريطاني)
فرانك كولينز (5 نوفمبر 1956 - 16 يونيو 1998) كان رجل دين في كنيسة إنجلترا، وهو أول جندي من فوج 22 SAS (القوة الجوية الخاصة) يدخل المبنى أثناء حصار السفارة الإيرانية في عام 1980. أثناء وجوده مع سرب 22 SAS B (الجوي)، خدم كولينز مع آل سلاتر وتشارلز نيش بروس. بعد 15 عامًا من الخدمة في الأمن وفي 1989، غادر فرانك الخدمة العسكرية. سعى في وقت لاحق للحصول على التدريب للخدمة الرسولية، ليعود نهاية إلى الخدمة العسكرية كقسيس.
عيين كولينز في كنيسة إنجلترا كشماس 1992، وكقسيس 1993. كان قد تدرب قبلها في الكلية اللاهوتية الإنجيلية المحافظة أوك هيل. في فترة تدريبه، خدم في سانت بيتر مع سانت أوين وست جيمس، وهيرفورد في أبرشية هيرفورد..عيين بعدها كقسيس في الجيش الإقليمي، وخدم كقسيس لفوج الخدمة الجوية الخاصة 23 (الاحتياطي)، وفوج المظليين والقوة المتنقلة المتقدمة في بولفورد، ويلتشير.
نُشر عمله السيرة الذاتية، مَعمودية النار، بمساعدة دوبليدي في عام 1997.ليتم بعد ذلك إجباره على الإستقالة كون كتابه لم ينال رضى الجيش.
أنهى كولينز حياته في عام 1998.